# سیارک ۷۲۶

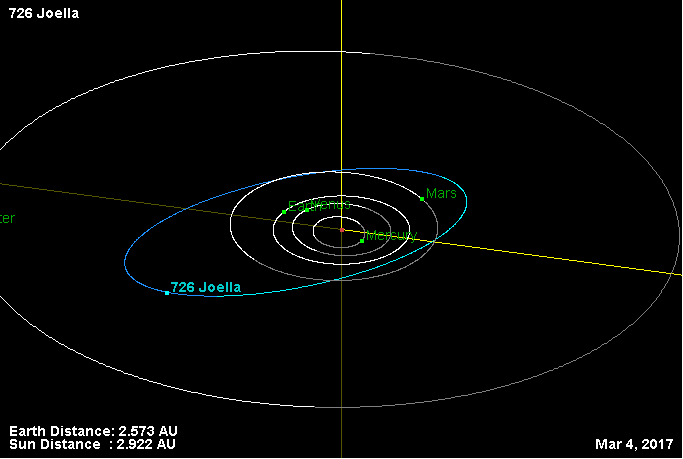
نمایی از محل قرارگیری سیارک ۷۲۶ در مدار – ۲۰۱۷

سیارک ۷۲۶ (به انگلیسی: 726 Joella، نامگذاری:1911NM) هفتصد و بیست و ششمین سیارک کشف شده‌است که در ۲۲ نوامبر ۱۹۱۱ کشف شد.
قدر مطلق سیارک برابر ۱۰٫۵۷ است.